# Livre israélienne
Pour les articles homonymes, voir Livre (monnaie).
La livre israélienne est l'ancienne monnaie officielle d'Israël de 1952 à 1980. Elle a été remplacée par le shekel.

## Histoire monétaire
Fondé en novembre 1947, l'État hébreu adopte la livre de Palestine (lirot) divisée en 1 000 mils. Les billets sont alors fabriqués sous l'autorité de l'Anglo-Palestine Bank.
Le 9 juillet 1952, a lieu la naissance de la livre israélienne, divisée en 1 000 prutot. Les billets sont fabriqués sous l'égide de la Banque Leumi (« banque nationale »), vers laquelle l'Anglo-Palestine Bank a transférés tous ses actifs. Cette monnaie est alors arrimée à la livre sterling.
En 1955, c'est désormais la Banque d'Israël qui se charge des émissions monétaires.
En 1960, la livre, réformée, est divisée en 100 agorot, un agora est égal à 10 prutot.
En février 1980, la livre est remplacée par le shekel, au taux de 10 ILP pour 1 IS.

## Émissions monétaires

### Pièces de monnaie
En 1948, seule une pièce de 25 mils en aluminium est frappée. À partir de 1949, sont frappées des pièces de 1 pruta, et 5, 10, 25, 50, 100, 250 et 500 prutot.
En 1960, des pièces de 1 agora, 5, 10, 25 agorot et ½, 1, et 5 livres, sont frappées.

### Billets de banque
Entre 1948 et 1951, l'Anglo-Palestine Bank fabriquent des billets de 500 mils, 1, 5, 10 et 50 lirot.
À compter de 1952, la Bank Leumi émet des coupures de 500 prutot et de 1, 5, 10 et 50 livres.
À partir de 1955, la Banque d'Israël émet une première série de vignettes aux montants de 500 prutot, 1, 5, 10 et 50 livres. Une deuxième série est émise à partir de 1959, aux montants de ½, 1, 5, 10 et 50 livres. En 1970, la troisième série comprend des coupures de 5, 10, 50 et 100 livres. La dernière série, celle de 1975, comprend des coupures de 5, 10, 50, 100 et 500 livres.